# Mos

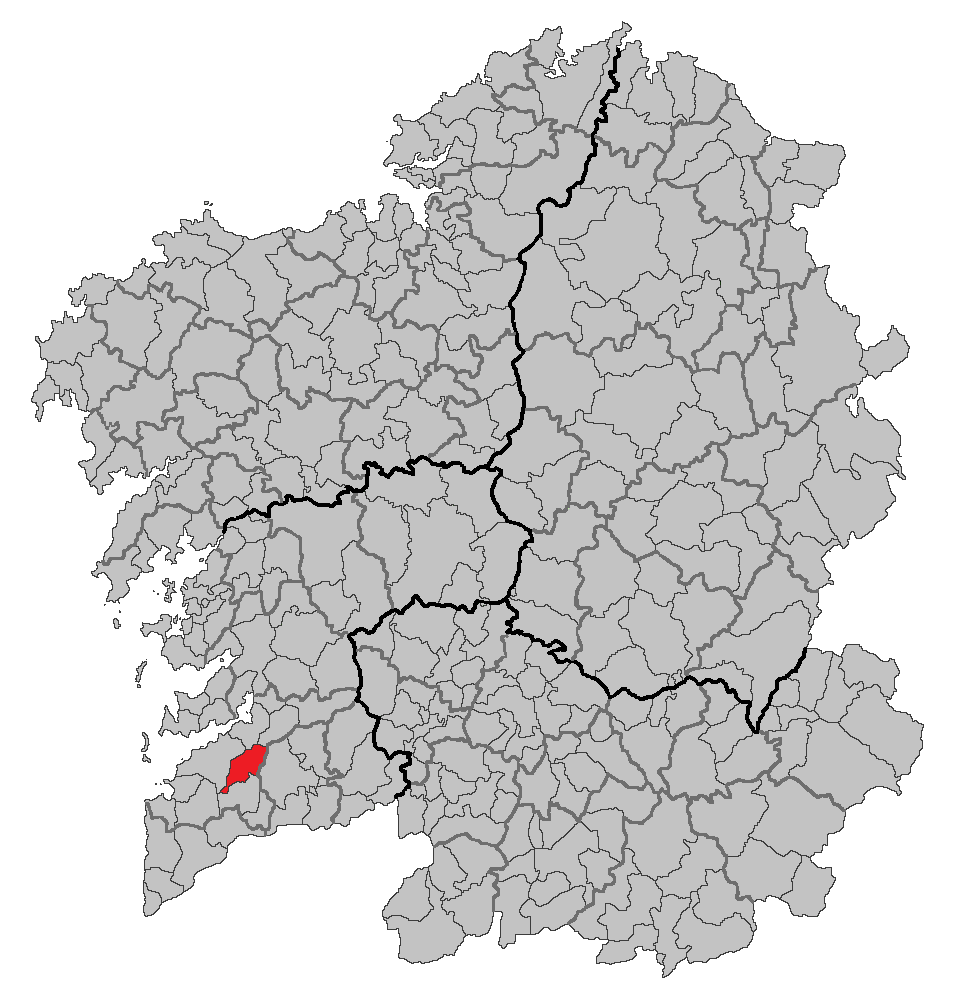
Mos, Pontevedra, Galizia

Mos è un comune spagnolo di 15 078 abitanti (2019) situato nella comunità autonoma della Galizia.
Esso si trova sul percorso storico del Cammino Portoghese verso Santiago di Compostela.